# 青春という名のラーメン
青春という名のラーメン（せいしゅんというなのラーメン）は、明星食品が販売しているカップラーメン。

## 初代
1984年（昭和59年）10月17日に発売開始。当初発売されたのは「胸さわぎチャーシュー」「純情コーン」「誘惑ベジタブル」の3種類。その後、ラインナップを増やしていった。
ヤング層をターゲットとしており、パッケージにはかやくを擬人化したイラストが描かれている。
販売にあたり、話題作りのプロモーションとして新宿副都心から38万4000個の風船をあげ、世界記録を達成した。
斬新なネーミング、パッケージデザイン、当時まだ無名であった斉藤由貴が「胸さわぎください」とつぶやくCMなどで話題となった。発売1年間の売上は目標の50億円を大きく上回る80億円を達成した。しかし、1986年秋に同社からチャルメラシリーズに縦型カップ麺（以下チャルメラカップ）が追加されてからは販売シェアが激減し、結果的にチャルメラカップをそのまま代替商品とする形で販売から2年半で販売終了した。

### 商品ラインナップ
- 胸さわぎチャーシュー（しょうゆ味）（1984年10月17日発売開始）[2]
- 純情コーン（タンメン味）（1984年10月17日発売開始）[2]
- 誘惑ベジタブル（チャンポン味）（1984年10月17日発売開始）[2]
- 努力もち（しょうゆ味）（1985年2月5日発売開始）[6]
- 知的なタコイカ（チャンポン味）（1985年7月17日発売開始）[7]
- 勝手にミートボール（カレー味）（1986年2月発売開始）[8]
- 翔んでるナゲット（しょうゆ味）（1986年7月発売開始）[8][9]
- 燃えろハンバーグ（しょうゆ味）（1986年7月発売開始）[8][9]

## 2代目
初代の終売（1987年）から約37年ぶりに復活し、2024年（令和6年）9月23日から全国発売を開始。なお、初代と異なる点に関しては麺の仕様が初代がフライ（油揚げ）麺だったのに対し、2代目ではノンフライ麺に変更されている。熱湯を入れてからの調理時間は1分。

### 商品ラインナップ
- 胸さわぎでかミート（しょうゆ味）
- 誘惑でかタマゴ（チャンポン味）
- 純情でかポテト（塩バター味）

## 3代目
2代目の発売開始から半年後の2025年（令和7年）3月24日に全面改良を実施。同日より全国発売を開始した。初代・2代目に対しパッケージの意匠が大幅に変更されており、麺の仕様は2代目同様、ノンフライ麺を採用している。熱湯を入れてからの調理時間は1分。

### 商品ラインナップ
- こく旨しょうゆ味
- シーフード味
- しおバター味

## CM

### 出演
初代
- 斉藤由貴（1984年 - 1986年）

2代目
- 當真あみ（2024年10月1日 - 2025年2月28日）

3代目
- （CMは未制作のため該当なし）

### CMソング
初代
- 胸さわぎ（中崎英也）
- 卒業（斉藤由貴）
- 知的なタコイカ（円道一成）

2代目
- 奏（スキマスイッチ）

3代目
- （CMは未制作のため該当なし）